# 耿啓
耿啓（?—?），字景初，直隸真定府束鹿縣民籍。

## 生平
万历三十七年（1609年）己酉順天府鄉試舉人，四十四年（1616年）丙辰科進士，刑部觀政，授山西安邑縣知縣，四十六年本省同考，修志书，復育才館，留心文教。丁憂服闋，天啓三年（1623年）補山東嘉祥令，五年考察，補大名府學教授，崇祯元年補順天武學教授，二年擢户部山西司主事，升工部营缮司员外郎，杜厂患，修紫禁城，節缩數百金。崇祯四年（1631年）出为鞏昌府知府，治状嚴毅，苞苴不行。流贼猖獗，耿启守鞏有法，制府洪承疇谓之曰：吾嘗微行問吏役，則毁公；問百姓，則譽公，何以得此?秦州備兵使者借名徵饷千金，启援旨以拒，使者銜之，以他事論劾，遂歸里。築室城南隅，善琴自娱，所著有《抱瓮集》、《守鞏迂言》及尺牍數卷。启子耿迁、耿迈同以山水著称，孙耿褒亦工画，一门风雅。

## 家族
曾祖耿大别。祖耿天爵。父耿鑑。

## 引用
1. ↑  《萬曆四十四年丙辰科進士序齒録》